# Häg-Ehrsberg
Häg-Ehrsberg (también conocido como Hinterhag) es un municipio situado en el distrito de Lörrach, en Baden-Wurtemberg, Alemania. Tiene una población estimada, a fines de septiembre de 2022, de 825 habitantes.
Está ubicada a una altitud de 540 - 1192 m, aproximadamente 30 km al noreste de la ciudad de Lörrach.